# Miroslav Adámek (malíř)
Miroslav Adámek (18. února 1957, Vsetín – 22. ledna 2002, Vsetín) byl český malíř, grafik a ilustrátor.

## Život
V letech 1976–1980 studoval v Uherském Hradišti na SUPŠ obor Grafika u Františka Nikla, poté studoval na AVU u prof. Součka a Koláře (1980–1986).